# کانال ۴ (بریتانیا)

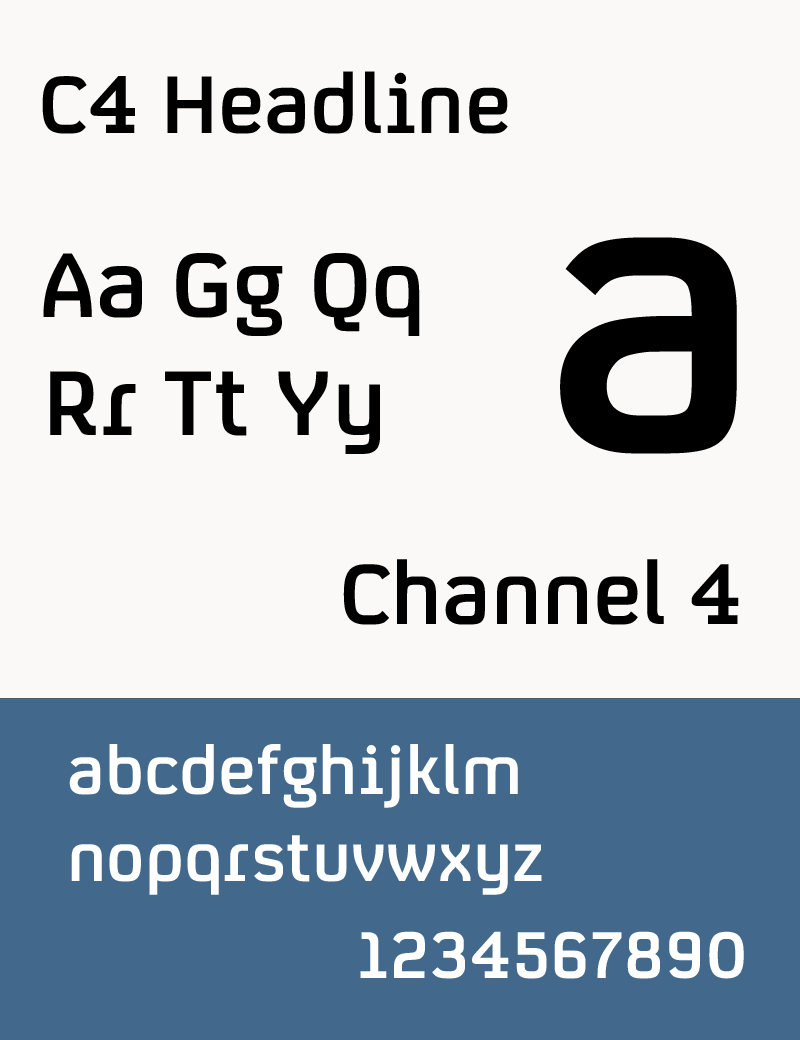
C4 تیتر (فونت استفاده شده توسط کانال 4)

کانال ۴ (انگلیسی: Channel 4) یک تلویزیون سرویس-عمومی بریتانیایی است که از ۲ نوامبر ۱۹۸۲ شروع به کار کرد. این شبکه گرچه به صورت تجاری خویش-سرمایه است اما مالکیت عمومی دارد.

## تاریخچه

### مفهوم
قبل از کانال ۴ و S۴C، بریتانیا سه شبکه تلویزیونی زمینی داشت، BBC۱، BBC۲ و ITV و این شبکه چهارمی بود که اضافی شد.